# Зарян, Ваграм
Ваграм Зарян (фр. Vahram Zaryan, арм. Վահրամ Զարյան; род. с. Ширакамут (до 1978 г. - Налбанд), Спитакский район, Армения) — французский перформанс-деятель, актёр, танцор, режиссёр и хореограф, работающий в жанре современной пантомимы, армянского происхождения, .
Он является основателем и художественным руководителем Международного фестиваля YEREVAN PERF, созданного в июне 2019 года.

## Биография
Изучал драматическое искусство в студии драматического театра им. Абеляна (Ванадзор), затем — в Ереванском государственном институте театра и кино.
Работал актёром государственного театра пантомимы (Ереван) под руководством Жирайра Дадазяна, с большим успехом выступая в спектакле «Полёт». Был студентом Ива Казати (Yves Casati) в парижской опере, классического танца и с Иваном Бачоkи в ателье Бельвиль (Atelier de Belleville) по технике Декру. Совершенствовал мастерство в международной школе мимодрамы Марселя Марсо (фр. École Internationale de Mimodrame de Paris Marcel Marceau) — один из последних выпускников этой школы. Одновременно выступал в составе труппы театра Мильпатт в Париже и в Провансе. Создал свою труппу актёров пантомимы из выпускников студии Марселя Марсо под названием Theatre Suspendu (Подвешенный Театр), в которой стал ведущим актёром. Театр показывал представления Sepia Quartet (Сепия Квартет) и (Бельё) во Франции (Lavoir moderne parisien, 2007) и в Чехии (Дивадло На Прадле).
Выступает на различных мировых сценах.

## Творчество

### Tруппа Ваграма Заряна / Vahram Zaryan Compagnie
Создал труппу современной пантомимы — Tруппа Ваграма Заряна (Compagnie Vahram Zaryan), которая воплощает на сцене произведения Модерн Арта через искусство жестов. Совместно с драматургом Флорентом Браконом поставил спектакль «Исповедь» (фр. Confession), с которым гастолировал в Восточной Европе и на международном фестивале пантомимы в Цахкадзоре (Армения, август 2010). В международном студенческом Ситэ (Париж) поставил спектакль «Илья» (фр. Ilya).
Исполнял роль белого мима на галa-концерте парижской Опера Гарнье. Воздал дань кинематографисту Параджанову, Сергею Иосифовичу в спектакле Цвет граната (арм. Նռան գույնը) и Чарли Чаплину в новаторском спектакле для показов в кинозалах. В Париже в театре Тамбур Рояль сыграл роль Веспона в опере Дж. Б. Перголези «Служанка-госпожа».

## Современное искусство—Перформанс
Ваграм Зарян также приводит свою карьеру в современном искусстве. он выполняет в музеях и галереях современного искусства в мире.
В Париже в галерее Бернард Иордании (Galerie Bernard Jordan) он присоединился к Нине Чилдресс для презентации своей работы Rideau Vert и показывает его nерформанс инспирированный мимом Etienne Decroux.

### Постановки
- 2017—2019 : OBLIQUE Contemporary Mime & Music performance[9]

- 2015—2016 «Theatre» (режиссёр M. Borja)
- 2014—2016 La Tête en bas — Noëlle Châtelet
- 2012—2013 Mater Replik
- 2012 Ilya
- 2011 Confession
- 2009 Couleurs de la grenade
- 2008 Chaplin
- 2007 Sepia Quartet (Théâtre suspendu)
- 2006 Le Linge

### Роли в театре
Tambour Royal (Париж)
- 2011 «Служанка-госпожа» / La Servante Maîtresse Дж. Б. Перголези — Веспон
- 2015—2016 «Theatre» (режиссёр Marcus Borja)
- 2016—2017 «Intrenquilité» Pesoa(режиссёр M. Borja)

## Награды и признание
- лауреат конкурса «Молодые таланты» (Париж)